# Cryptocarya
Genre
Cryptocarya est un genre de plantes à fleurs de la famille des Lauraceae.

## Liste d'espèces
Selon BioLib (22 avril 2019) :
- Cryptocarya angulata C.T. White
- Cryptocarya bamagana B. Hyland
- Cryptocarya bellendenkerana B. Hyland
- Cryptocarya bidwillii Meisn.
- Cryptocarya brassii C.K. Allen
- Cryptocarya burckiana Warb.
- Cryptocarya clarksoniana B. Hyland
- Cryptocarya claudiana B. Hyland
- Cryptocarya cocosoides B. Hyland
- Cryptocarya corrugata C.T. White & W.D. Francis
- Cryptocarya cunninghamii Meisn.
- Cryptocarya densiflora Blume
- Cryptocarya dorrigoensis Frodin ex B. Hyland & A.G. Floyd
- Cryptocarya endriandrifolia Kosterm.
- Cryptocarya erythroxylon Maiden & Betche ex Maiden
- Cryptocarya exfoliata C.K. Allen
- Cryptocarya faveolata C.T. White & W.D. Francis
- Cryptocarya ferrea Blume
- Cryptocarya floydii Kosterm.
- Cryptocarya foetida R.T. Baker
- Cryptocarya glaucescens R. Br.
- Cryptocarya glaucocarpa B. Hyland
- Cryptocarya grandis B. Hyland
- Cryptocarya gregsonii Maiden
- Cryptocarya hypoglauca Meisn.
- Cryptocarya hypospodia F. Muell.
- Cryptocarya laevigata Blume
- Cryptocarya leucophylla B. Hyland
- Cryptocarya lividula B. Hyland
- Cryptocarya macdonaldii B. Hyland
- Cryptocarya mackinnoniana F. Muell.
- Cryptocarya mannii Hbd.
- Cryptocarya meisneriana Frodin
- Cryptocarya melanocarpa B. Hyland
- Cryptocarya microneura Meisn.
- Cryptocarya murrayi F. Muell.
- Cryptocarya nitens (Blume) Koord. & Valeton
- Cryptocarya nova-anglica B. Hyland & A.G. Floyd
- Cryptocarya oblata F.M. Bailey
- Cryptocarya obovata R. Br.
- Cryptocarya onoprienkoana B. Hyland
- Cryptocarya pleurosperma C.T. White & W.D. Francis
- Cryptocarya putida B. Hyland
- Cryptocarya rhodosperma B. Hyland
- Cryptocarya rigida Meisn.
- Cryptocarya rubra (Molina) Skeels
- Cryptocarya saccharata B. Hyland
- Cryptocarya sclerophylla B. Hyland
- Cryptocarya smaragdina B. Hyland
- Cryptocarya triplinervis R. Br.
- Cryptocarya vulgaris B. Hyland
- Cryptocarya whiffiniana Le Cussan & B. Hyland
- Cryptocarya williwilliana B. Hyland & A.G. Floyd

Selon Catalogue of Life (22 avril 2019) :
- Cryptocarya acuminata Merr.
- Cryptocarya acutifolia H. W. Li
- Cryptocarya adpressa Munzinger & Mc Pherson
- Cryptocarya agathophylla van der Werff
- Cryptocarya ainikinii Kosterm.
- Cryptocarya alba (Molina) Looser
- Cryptocarya albifrons Kosterm.
- Cryptocarya albiramea Kostermans
- Cryptocarya alleniana C. T. White
- Cryptocarya alseodaphnifolia Kosterm.
- Cryptocarya alticola Kosterm.
- Cryptocarya ambrensis van der Werff
- Cryptocarya ampla Merr.
- Cryptocarya amygdalina Nees
- Cryptocarya anamalayana Gamble
- Cryptocarya andamanica Hook. fil.
- Cryptocarya angica Kanehira & Hatusima
- Cryptocarya angulata C. T. White
- Cryptocarya angustifolia E. Mey.
- Cryptocarya annamensis C. K. Allen
- Cryptocarya apamifolia Gamble
- Cryptocarya archboldiana C. K. Allen
- Cryptocarya arfakensis Kanehira & Hatusima
- Cryptocarya argyrophylla C. K. Allen
- Cryptocarya aristata Kosterm.
- Cryptocarya aschersoniana Mez
- Cryptocarya atra Kosterm.
- Cryptocarya aurea (Kosterm.) Kosterm.
- Cryptocarya aureobrunnea C. K. Allen
- Cryptocarya aureosericea Kosterm.
- Cryptocarya austrokweichouensis X. H. Song
- Cryptocarya balakrishnanii M. Gangop. & Chakrab.
- Cryptocarya bamagana B. P. M. Hyland
- Cryptocarya barbellata A. C. Sm.
- Cryptocarya barrabeae Munzinger & Mc Pherson
- Cryptocarya beddomei Gamble
- Cryptocarya beilschmiediifolia Kosterm.
- Cryptocarya bellendenkerana B. P. M. Hyland
- Cryptocarya bernhardiensis C. K. Allen
- Cryptocarya bhutanica D. G. Long
- Cryptocarya bidwillii Meisn.
- Cryptocarya biswasii M. Gangop.
- Cryptocarya bitriplinervia Kosterm.
- Cryptocarya boemiensis Kanehira & Hiatusima
- Cryptocarya borneensis Kosterm.
- Cryptocarya botelhensis P. L. R. Moraes
- Cryptocarya bourdillonii Gamble
- Cryptocarya brachythyrsa H. W. Li
- Cryptocarya bracteolata Gamble
- Cryptocarya brassii C. K. Allen
- Cryptocarya brevipes C. K. Allen
- Cryptocarya bullata Kosterm.
- Cryptocarya burckeana Warb.
- Cryptocarya burkillii M. Gangop.
- Cryptocarya caesia Bl.
- Cryptocarya cagayanensis Merr.
- Cryptocarya calandoi Kosterm.
- Cryptocarya calcicola H. W. Li
- Cryptocarya calderi M. Gangop.
- Cryptocarya camptodroma C. K. Allen
- Cryptocarya canaliculata van der Werff
- Cryptocarya capuronii Kosterm.
- Cryptocarya carrii Kosterm.
- Cryptocarya caryoptera Kosterm.
- Cryptocarya cavei M. Gangop. & Chakrab.
- Cryptocarya ceramica Kosterm.
- Cryptocarya cercophylla W. E. Cooper
- Cryptocarya chanthaburiensis Kostermans
- Cryptocarya chartacea Kosterm.
- Cryptocarya chinensis (Hance) Hemsl.
- Cryptocarya chingii W. C. Cheng
- Cryptocarya chrysea Munzinger & Mc Pherson
- Cryptocarya citriformis (Vell.) P. L. R. Moraes
- Cryptocarya clarksoniana B. P. M. Hyland
- Cryptocarya claudiana B. P. M. Hyland
- Cryptocarya cocosoides B. P. M. Hyland
- Cryptocarya concinna Hance
- Cryptocarya constricta C. K. Allen
- Cryptocarya cordata C. K. Allen
- Cryptocarya cordifolia Kosterm.
- Cryptocarya coriacea (Kosterm.) van der Werff
- Cryptocarya corrugata C. T. White & Francis
- Cryptocarya costata Bl.
- Cryptocarya crassifolia Baker
- Cryptocarya crassinerviopsis Kosterm.
- Cryptocarya cunninghamii Meisn.
- Cryptocarya cuprea Kosterm.
- Cryptocarya darusensis Kosterm.
- Cryptocarya dealbata Baker
- Cryptocarya dekae M. Gangop.
- Cryptocarya densiflora Bl.
- Cryptocarya depauperata H. W. Li
- Cryptocarya depressa Warb.
- Cryptocarya dipterocarpifolia Kosterm.
- Cryptocarya diversifolia Bl.
- Cryptocarya dorrigoensis D. Frodin ex B. P. M. Hyland & Floyd
- Cryptocarya elegans (Reinecke) A. C. Sm.
- Cryptocarya elliptica Schltr.
- Cryptocarya elliptilimba Merr.
- Cryptocarya elmeri Merr.
- Cryptocarya elongata Kosterm.
- Cryptocarya endiandrifolia Kosterm.
- Cryptocarya enervis Hook. fil.
- Cryptocarya engleriana Teschn.
- Cryptocarya erythroxylon Maiden & Betche
- Cryptocarya euphlebia Merr.
- Cryptocarya exfoliata C. K. Allen
- Cryptocarya fagifolia Gamble
- Cryptocarya ferrarsii King ex Hook. fil.
- Cryptocarya ferrea Bl.
- Cryptocarya filicifolia (Kosterm.) Kosterm.
- Cryptocarya flavescens (Kosterm.) van der Werff
- Cryptocarya flavisperma Kosterm.
- Cryptocarya fleuryi A. Chev. ex H. Liou
- Cryptocarya floydii Kosterm.
- Cryptocarya fluminensis Kosterm.
- Cryptocarya foetida R. T. Baker
- Cryptocarya forbesii Gamble
- Cryptocarya foveolata C. T. White & Francis
- Cryptocarya fulva Kosterm.
- Cryptocarya fusca Gillespie
- Cryptocarya fuscopilosa Teschn.
- Cryptocarya gigantocarpa Kosterm.
- Cryptocarya gigaphylla Kosterm.
- Cryptocarya glabriflora van der Werff
- Cryptocarya glaucescens R. Br.
- Cryptocarya glaucocarpa B. P. M. Hyland
- Cryptocarya globosa C. K. Allen
- Cryptocarya globularia Kosterm. ex de Kok
- Cryptocarya gonioclada Kanehira & Hatusima
- Cryptocarya gracilis Schltr.
- Cryptocarya graehneriana Teschn.
- Cryptocarya grandis B. P. M. Hyland
- Cryptocarya gregsonii Maiden
- Cryptocarya griffithiana Wight
- Cryptocarya guianensis Meisn.
- Cryptocarya guillauminii Kostermans
- Cryptocarya hainanensis Merr.
- Cryptocarya hartleyi Kosterm.
- Cryptocarya helicina Kosterm.
- Cryptocarya hintonii C. K. Allen
- Cryptocarya hornei Gillespie
- Cryptocarya hypospodia F. Müll.
- Cryptocarya idenburgensis C. K. Allen
- Cryptocarya impressa Miq.
- Cryptocarya impressinervia H. W. Li
- Cryptocarya impressivena Kanehira & Hiatusima
- Cryptocarya infectoria (Bl.) Miq.
- Cryptocarya insularis M. K. Vasudeva Rao & T. Chakrabarty
- Cryptocarya intermedia Elmer
- Cryptocarya invasiorum Kosterm.
- Cryptocarya iridescens Kosterm.
- Cryptocarya jacarepaguensis Vattimo
- Cryptocarya kajewskii C. K. Allen
- Cryptocarya kamahar Teschn.
- Cryptocarya krameri van der Werff
- Cryptocarya kurzii Hook. fil.
- Cryptocarya kwangtungensis Hung T. Chang
- Cryptocarya lacrimans Kosterm.
- Cryptocarya laevigata Bl.
- Cryptocarya lancifolia A. C. Sm.
- Cryptocarya lancilimba Kosterm.
- Cryptocarya laotica (Gagnep.) Kosterm.
- Cryptocarya latifolia Sond.
- Cryptocarya laurifolia (Blanco) Merr.
- Cryptocarya lecomtei Kostermans
- Cryptocarya ledermannii Teschn.
- Cryptocarya leiana C. K. Allen
- Cryptocarya leptospermoides Kosterm.
- Cryptocarya leucophylla B. P. M. Hyland
- Cryptocarya liebertiana Engl.
- Cryptocarya lifuensis Guillaum.
- Cryptocarya litoralis van der Werff
- Cryptocarya lividula B. P. M. Hyland
- Cryptocarya loheri Merr.
- Cryptocarya longifolia Kosterm.
- Cryptocarya longipaniculata Gamble
- Cryptocarya longipetiolata Kosterm.
- Cryptocarya louvelii Danguy
- Cryptocarya lucida Bl.
- Cryptocarya lyoniifolia S. Lee & F. N. Wei
- Cryptocarya macdonaldii B. P. M. Hyland
- Cryptocarya mackeei Kosterm.
- Cryptocarya mackinnoniana F. Müll.
- Cryptocarya maclurei Merr.
- Cryptocarya macrocarpa (Guillaum.) Guillaum.
- Cryptocarya macrodesme Schltr.
- Cryptocarya macrophylla Gamble
- Cryptocarya maculata H. W. Li
- Cryptocarya magnifolia Teschn.
- Cryptocarya mandioccana Meisn.
- Cryptocarya mannii Hillebr.
- Cryptocarya massoy (Oken) Kosterm.
- Cryptocarya medicinalis C. T. White
- Cryptocarya megaphylla Kosterm.
- Cryptocarya meisnerana D. G. Frodin
- Cryptocarya melanocarpa B. P. M. Hyland
- Cryptocarya membranacea Thw.
- Cryptocarya metcalfiana C. K. Allen
- Cryptocarya micrantha Meisn.
- Cryptocarya microcos Kosterm.
- Cryptocarya microneura Meisn.
- Cryptocarya mindanaensis Elmer
- Cryptocarya minutifolia C. K. Allen
- Cryptocarya montana (Kosterm.) van der Werff
- Cryptocarya moschata Nees & Mart.
- Cryptocarya multiflora van der Werff
- Cryptocarya multinervis Teschn.
- Cryptocarya multipaniculata Teschn.
- Cryptocarya murrayi F. Müll.
- Cryptocarya myrcioides S. Moore
- Cryptocarya myrtifolia Stapf
- Cryptocarya nana Kosterm.
- Cryptocarya nigra Kosterm.
- Cryptocarya nitens (Bl.) Koord. & Valeton
- Cryptocarya nothofagetorum Kosterm.
- Cryptocarya novaanglica B. P. M. Hyland & Floyd
- Cryptocarya oblata F. M. Bailey
- Cryptocarya oblonga (Kosterm.) van der Werff
- Cryptocarya oblongata Merr.
- Cryptocarya obovata R. Br.
- Cryptocarya occidentalis van der Werff
- Cryptocarya ochracea Lecomte
- Cryptocarya ocoteifolia Kosterm.
- Cryptocarya odorata Guillaum.
- Cryptocarya oligocarpa Merr.
- Cryptocarya oligoneura Kostermans
- Cryptocarya onoprienkoana B. P. M. Hyland
- Cryptocarya oreophila van der Werff
- Cryptocarya oubatchensis Schltr.
- Cryptocarya ovalifolia (Danguy) van der Werff
- Cryptocarya ovata Teschn.
- Cryptocarya ovatocaudata Kosterm.
- Cryptocarya pachyphylla Kosterm.
- Cryptocarya palawanensis Merr.
- Cryptocarya pallens Kostermans
- Cryptocarya pallidifolia Kosterm.
- Cryptocarya palmerensis C. K. Allen
- Cryptocarya panamensis P. L. R. Moraes & van der Werff
- Cryptocarya parallelinervia Kosterm.
- Cryptocarya parinarifolia Kosterm.
- Cryptocarya parinarioides A. C. Sm.
- Cryptocarya parvifolia Merr.
- Cryptocarya pauciflora Baker
- Cryptocarya paucinervia Gamble
- Cryptocarya perareolata (Kosterm.) van der Werff
- Cryptocarya percrassa Kosterm.
- Cryptocarya pergamentacea C. K. Allen
- Cryptocarya pergracilis Kosterm.
- Cryptocarya perlucida C. K. Allen
- Cryptocarya pervillei Baill.
- Cryptocarya petelotii Kosterm.
- Cryptocarya petiolata van der Werff
- Cryptocarya phyllostemon Kosterm.
- Cryptocarya pleurosperma C. T. White & W. D. Francis
- Cryptocarya pluricostata Kosterm.
- Cryptocarya polyneura (Kosterm.) van der Werff
- Cryptocarya praetervisa M. Gangop., Chakrab. & A. S. Chauhan
- Cryptocarya pulchella Teschn.
- Cryptocarya pulchrinervia Kosterm.
- Cryptocarya pullenii Kosterm.
- Cryptocarya pusilla Teschn.
- Cryptocarya pustulata Kostermans
- Cryptocarya putida B. P. M. Hyland
- Cryptocarya rarinervia S. Moore
- Cryptocarya renicarpa Kosterm.
- Cryptocarya resinosa Kosterm.
- Cryptocarya retusa (Willd. ex Nees) van der Werff
- Cryptocarya revoluta van der Werff
- Cryptocarya rhizophoretum Kosterm.
- Cryptocarya rhodosperma B. P. M. Hyland
- Cryptocarya riedeliana P. L. R. Moraes
- Cryptocarya rifaii Kosterm.
- Cryptocarya rigida Meisn.
- Cryptocarya rigidifolia van der Werff
- Cryptocarya robynsiana Kosterm.
- Cryptocarya roemeri Lauterb.
- Cryptocarya rotundifolia Kosterm.
- Cryptocarya rubiginosa Griff.
- Cryptocarya rugulosa Hook. fil.
- Cryptocarya ruruvaiensis Kosterm.
- Cryptocarya saccharata B. P. M. Hyland
- Cryptocarya saligna Mez
- Cryptocarya samarensis Merr.
- Cryptocarya samoensis Christoph.
- Cryptocarya schlechteri Teschn.
- Cryptocarya schmidii Kosterm.
- Cryptocarya schoddei Kosterm.
- Cryptocarya sclerophylla B. P. M. Hyland
- Cryptocarya sellowiana P. L. R. Moraes
- Cryptocarya septentrionalis van der Werff
- Cryptocarya sericeotriplinervia Kosterm.
- Cryptocarya shoreifolia Kostermans
- Cryptocarya simonsii Kosterm.
- Cryptocarya sleumeri Kosterm.
- Cryptocarya smaragdina B. P. M. Hyland
- Cryptocarya spathulata Kosterm.
- Cryptocarya splendens Kosterm.
- Cryptocarya stocksii Meisn.
- Cryptocarya strictifolia Kosterm.
- Cryptocarya subbullata Kosterm.
- Cryptocarya subcorymbosa Mez
- Cryptocarya subfalcata C. K. Allen
- Cryptocarya sublanuginosa Kostermans
- Cryptocarya subtrinervis Kanehira & Hatusima
- Cryptocarya subtriplinervia (Kosterm.) van der Werff
- Cryptocarya subvelutina Elmer
- Cryptocarya sulavesiana Kosterm.
- Cryptocarya sulcata C. K. Allen
- Cryptocarya sumatrana Kosterm.
- Cryptocarya sumbawaensis Kosterm.
- Cryptocarya tannaensis Guillaum.
- Cryptocarya tawaensis Merr.
- Cryptocarya tebaensis Teschn.
- Cryptocarya tesselata Kosterm.
- Cryptocarya tetragona C. K. Allen
- Cryptocarya teysmanniana Miq.
- Cryptocarya thouvenotii (Danguy) Kosterm.
- Cryptocarya todayensis Elmer
- Cryptocarya tomentosa Bl.
- Cryptocarya transvaalensis Burtt Davy
- Cryptocarya transversa Kosterm.
- Cryptocarya triplinervis R. Br.
- Cryptocarya tsangii Nakai
- Cryptocarya tuanku-bujangii Kosterm.
- Cryptocarya turbinata Gillespie
- Cryptocarya turrilliana A. C. Sm.
- Cryptocarya umbonata C. K. Allen
- Cryptocarya vaccinioides Kosterm.
- Cryptocarya velloziana P. L. R. Moraes
- Cryptocarya velutina Kosterm.
- Cryptocarya velutinosa Kosterm.
- Cryptocarya verrucosa Teschn.
- Cryptocarya vidalii (Elmer) Merr.
- Cryptocarya viridiflora Kosterm.
- Cryptocarya vulgaris B. P. M. Hyland
- Cryptocarya weinlandii K. Schum.
- Cryptocarya whiffiniana Le Cussan & B. Hyland
- Cryptocarya whiteana C. K. Allen
- Cryptocarya wiedensis P. L. R. Moraes
- Cryptocarya wightiana Thw.
- Cryptocarya wilderiana Christoph.
- Cryptocarya williwilliana B. P. M. Hyland & Floyd
- Cryptocarya wilsonii Guillaum.
- Cryptocarya womersleyi Kosterm.
- Cryptocarya woodii Engl.
- Cryptocarya wrayi Gamble
- Cryptocarya wyliei Stapf
- Cryptocarya xylophylla Kosterm.
- Cryptocarya yaanica N. Chao
- Cryptocarya yasuniensis P. L. R. Moraes & van der Werff
- Cryptocarya yunnanensis H. W. Li
- Cryptocarya zamboangensis Merr.
- Cryptocarya zapoteoides (Lundell) Miranda
- Cryptocarya zollingeriana Miq.

Selon The Plant List (22 avril 2019) :
- Cryptocarya acuminata Merr.
- Cryptocarya acutifolia H.W.Li
- Cryptocarya affinis Merr.
- Cryptocarya agathophylla van der Werff
- Cryptocarya ainikinii Kosterm.
- Cryptocarya alba (Molina) Looser
- Cryptocarya albifrons Kosterm.
- Cryptocarya albiramea Kosterm.
- Cryptocarya alleniana C.T.White
- Cryptocarya alseodaphnifolia Kosterm.
- Cryptocarya alticola Kosterm.
- Cryptocarya ampla Merr.
- Cryptocarya amygdalina Nees
- Cryptocarya anamalayana Gamble
- Cryptocarya andamanica Hook.f.
- Cryptocarya angica Kaneh. & Hatus.
- Cryptocarya angulata C.T.White
- Cryptocarya angustifolia E.Mey. ex Meisn.
- Cryptocarya annamensis C.K.Allen
- Cryptocarya apamifolia Gamble
- Cryptocarya archboldiana C.K.Allen
- Cryptocarya arfakensis Kaneh. & Hatus.
- Cryptocarya argyrophylla C.K.Allen
- Cryptocarya aristata Kosterm.
- Cryptocarya aschersoniana Mez
- Cryptocarya atra Kosterm.
- Cryptocarya aurea (Kosterm.) Kosterm.
- Cryptocarya aureobrunnea C.K.Allen
- Cryptocarya aureosericea Kosterm.
- Cryptocarya austrokweichouensis X.H.Song
- Cryptocarya balakrishnanii M.Gangop. & Chakrab.
- Cryptocarya bamagana B.Hyland
- Cryptocarya barbellata A.C.Sm.
- Cryptocarya beddomei Gamble
- Cryptocarya beilschmiediifolia Kosterm.
- Cryptocarya bellendenkeriana B.Hyland
- Cryptocarya bernhardiensis C.K.Allen
- Cryptocarya bhutanica D.G.Long
- Cryptocarya bicolor Merr.
- Cryptocarya bidwillii Meisn.
- Cryptocarya biswasii M.Gangop.
- Cryptocarya bitriplinervia Kosterm.
- Cryptocarya boemiensis Kaneh. & Hatus.
- Cryptocarya borneensis Kosterm.
- Cryptocarya botelhensis P.L.R.Moraes
- Cryptocarya brachythyrsa H.W.Li
- Cryptocarya bracteolata Gamble
- Cryptocarya brassii C.K.Allen
- Cryptocarya brevipes C.K.Allen
- Cryptocarya bullata Kosterm.
- Cryptocarya burckeana Warb.
- Cryptocarya burkillii M.Gangop.
- Cryptocarya caesia Blume
- Cryptocarya cagayanensis Merr.
- Cryptocarya calandoi Kosterm.
- Cryptocarya calcicola H.W.Li
- Cryptocarya calderi M.Gangop.
- Cryptocarya calelanensis Elmer
- Cryptocarya caloneura (Scherff.) Kosterm.
- Cryptocarya camptodroma C.K.Allen
- Cryptocarya capuronii Kosterm.
- Cryptocarya carrii Kosterm.
- Cryptocarya caryoptera Kosterm.
- Cryptocarya cavei M.Gangop. & Chakrab.
- Cryptocarya celebica (Koord.) Kosterm.
- Cryptocarya ceramica Kosterm.
- Cryptocarya chanthaburiensis Kosterm.
- Cryptocarya chartacea Kosterm.
- Cryptocarya chinensis (Hance) Hemsl.
- Cryptocarya chingii W.C.Cheng
- Cryptocarya citriformis (Vell.) P.L.R.Moraes
- Cryptocarya clarksoniana B.Hyland
- Cryptocarya claudiana B.Hyland
- Cryptocarya cocosoides B.Hyland
- Cryptocarya concinna Hance
- Cryptocarya constricta C.K.Allen
- Cryptocarya cordata C.K.Allen
- Cryptocarya cordifolia Kosterm.
- Cryptocarya corrugata C.T.White & W.D.Francis
- Cryptocarya costata Blume
- Cryptocarya crassifolia Baker
- Cryptocarya crassinervia Miq.
- Cryptocarya crassinerviopsis Kosterm.
- Cryptocarya cunninghamii Meisn.
- Cryptocarya cuprea Kosterm.
- Cryptocarya darusensis Kosterm.
- Cryptocarya dealbata Baker
- Cryptocarya dekae M.Gangop.
- Cryptocarya densiflora Blume
- Cryptocarya depauperata H.W.Li
- Cryptocarya depressa Warb.
- Cryptocarya dipterocarpifolia Kosterm.
- Cryptocarya diversifolia Blume
- Cryptocarya dorrigoensis Frodin ex B.Hyland & Floyd
- Cryptocarya durifolia Kosterm.
- Cryptocarya edanoii Merr.
- Cryptocarya elegans (Reinecke) A.C.Sm.
- Cryptocarya elliotii Kosterm.
- Cryptocarya elliptica Schltr.
- Cryptocarya elliptifolia Merr.
- Cryptocarya elliptilimba Merr.
- Cryptocarya elmeri Merr.
- Cryptocarya elongata Kosterm.
- Cryptocarya endiandrifolia Kosterm.
- Cryptocarya enervis Hook.f.
- Cryptocarya engleriana Teschner
- Cryptocarya erectinervia Kosterm.
- Cryptocarya erythroxylon Maiden & Betche
- Cryptocarya euphlebia Merr.
- Cryptocarya everettii Merr.
- Cryptocarya exfoliata C.K.Allen
- Cryptocarya fagifolia Gamble
- Cryptocarya ferrarsi King ex Hook.f.
- Cryptocarya ferrea Blume
- Cryptocarya filicifolia (Kosterm.) Kosterm.
- Cryptocarya flavisperma Kosterm.
- Cryptocarya fleuryi A.Chev. ex H.Liou
- Cryptocarya floydii Kosterm.
- Cryptocarya fluminensis Kosterm.
- Cryptocarya foetida R.T.Baker
- Cryptocarya forbesii Gamble
- Cryptocarya foveolata C.T.White & W.D.Francis
- Cryptocarya foxworthyi Elmer
- Cryptocarya fulva Kosterm.
- Cryptocarya fusca Gillespie
- Cryptocarya fuscopilosa Teschner
- Cryptocarya gigantocarpa Kosterm.
- Cryptocarya glabriflora van der Werff
- Cryptocarya glauca Merr.
- Cryptocarya glaucescens R.Br.
- Cryptocarya glauciphylla Elmer
- Cryptocarya glaucocarpa B.Hyland
- Cryptocarya globosa C.K.Allen
- Cryptocarya gonioclada Kaneh. & Hatus.
- Cryptocarya gracilis Schltr.
- Cryptocarya graehneriana Teschner
- Cryptocarya grandis B.Hyland
- Cryptocarya griffithiana Wight
- Cryptocarya guianensis Meisn.
- Cryptocarya guillauminii Kosterm.
- Cryptocarya hainanensis Merr.
- Cryptocarya hartleyi Kosterm.
- Cryptocarya helicina Kosterm.
- Cryptocarya hornei Gillespie
- Cryptocarya howii C.K.Allen
- Cryptocarya hypospodia F.Muell.
- Cryptocarya idenburgensis C.K.Allen
- Cryptocarya ilocana S.Vidal
- Cryptocarya impressa Miq.
- Cryptocarya impressinervia H.W.Li
- Cryptocarya impressivena Kaneh. & Hatus.
- Cryptocarya infectoria (Blume) Miq.
- Cryptocarya insularis Vasudeva Rao & Chakrab.
- Cryptocarya intermedia Elmer
- Cryptocarya invasiorum Kosterm.
- Cryptocarya iridescens Kosterm.
- Cryptocarya jacarepaguensis Vattimo
- Cryptocarya kajewskii C.K.Allen
- Cryptocarya kamahar Teschner
- Cryptocarya konishii Hayata
- Cryptocarya krameri van der Werff
- Cryptocarya kurzii Hook.f.
- Cryptocarya kwangtungensis H.T.Chang
- Cryptocarya laevigata Blume
- Cryptocarya lanceolata Merr.
- Cryptocarya lancifolia A.C.Sm.
- Cryptocarya lancilimba Kosterm.
- Cryptocarya lanuginosa (Teschner) Kosterm.
- Cryptocarya laotica (Gagnep.) Kosterm.
- Cryptocarya latifolia Sond.
- Cryptocarya laui Merr. & F.P.Metcalf
- Cryptocarya lauriflora (Blanco) Merr.
- Cryptocarya lawsonii Gamble
- Cryptocarya lecomtei Kosterm.
- Cryptocarya ledermannii Teschner
- Cryptocarya leiana C.K.Allen
- Cryptocarya leptospermoides Kosterm.
- Cryptocarya leucophylla B.Hyland
- Cryptocarya liebertiana Engl.
- Cryptocarya lifuensis Guillaumin
- Cryptocarya litoralis van der Werff
- Cryptocarya lividula B.Hyland
- Cryptocarya loheri Merr.
- Cryptocarya longifolia Kosterm.
- Cryptocarya longipaniculata Gamble
- Cryptocarya longipetiolata Kosterm.
- Cryptocarya loureirii Nees
- Cryptocarya louvelii Danguy
- Cryptocarya lucida Blume
- Cryptocarya lyoniifolia S.Lee & F.N.Wei
- Cryptocarya macdonaldii B.Hyland
- Cryptocarya mackeei Kosterm.
- Cryptocarya mackinnoniana F.Muell.
- Cryptocarya maclurei Merr.
- Cryptocarya macrocarpa Guillaumin
- Cryptocarya macrodesme Schltr.
- Cryptocarya macrophylla Gamble
- Cryptocarya maculata H.W.Li
- Cryptocarya magnifolia Teschner
- Cryptocarya mandioccana Meisn.
- Cryptocarya mannii Hillebr.
- Cryptocarya massoy (Oken) Kosterm.
- Cryptocarya medicinalis C.T.White
- Cryptocarya megaphylla Kosterm.
- Cryptocarya meisneriana Frodin
- Cryptocarya melanocarpa B.Hyland
- Cryptocarya membranacea Thwaites
- Cryptocarya mentek Blume ex Nees
- Cryptocarya merrilliana C.K.Allen
- Cryptocarya merrillii C.T.White
- Cryptocarya metcalfiana C.K.Allen
- Cryptocarya micrantha Meisn.
- Cryptocarya microcarpa F.N.Wei
- Cryptocarya microcos Kosterm.
- Cryptocarya microneura Meisn.
- Cryptocarya mindanaensis Elmer
- Cryptocarya minutifolia C.K.Allen
- Cryptocarya moschata Nees & Mart.
- Cryptocarya multinervis Teschner
- Cryptocarya multipaniculata Teschner
- Cryptocarya murrayi F.Muell.
- Cryptocarya myrcioides S.Moore
- Cryptocarya myristicoides Baker
- Cryptocarya myrtifolia Stapf
- Cryptocarya nana Kosterm.
- Cryptocarya natalensis (Ross) Kosterm.
- Cryptocarya nigra Kosterm.
- Cryptocarya nitens (Blume) Koord. & Valeton
- Cryptocarya nothofagetorum Kosterm.
- Cryptocarya nova-anglica B.Hyland & Floyd
- Cryptocarya oblata F.M.Bailey
- Cryptocarya obliqua Blume
- Cryptocarya oblongata Merr.
- Cryptocarya oblongifolia Blume
- Cryptocarya obovata R.Br.
- Cryptocarya obscura Blume
- Cryptocarya obtusifolia (Benth.) F.Muell. ex Meisn.
- Cryptocarya ochracea Lecomte
- Cryptocarya ocoteifolia Kosterm.
- Cryptocarya odorata Guillaumin
- Cryptocarya oligocarpa Merr.
- Cryptocarya oligoneura Kosterm.
- Cryptocarya oligophlebia Merr.
- Cryptocarya onoprienkoana B.Hyland
- Cryptocarya oubatchensis Schltr.
- Cryptocarya ovalifolia (Danguy) van der Werff
- Cryptocarya ovata Teschner
- Cryptocarya ovatocaudata Kosterm.
- Cryptocarya pachyphylla Kosterm.
- Cryptocarya palawanensis Merr.
- Cryptocarya pallens Kosterm.
- Cryptocarya pallida Merr.
- Cryptocarya pallidifolia Kosterm.
- Cryptocarya palmerensis C.K.Allen
- Cryptocarya panamensis P.L.R.Moraes & van der Werff
- Cryptocarya parallelinervia Kosterm.
- Cryptocarya parinarifolia Kosterm.
- Cryptocarya parinarioides A.C.Sm.
- Cryptocarya parvifolia Merr.
- Cryptocarya paucinervia Gamble
- Cryptocarya pergamentacea C.K.Allen
- Cryptocarya pergracilis Kosterm.
- Cryptocarya perlucida C.K.Allen
- Cryptocarya pervillei Baill.
- Cryptocarya phyllostemon Kosterm.
- Cryptocarya pleurosperma C.T.White & W.D.Francis
- Cryptocarya pluricostata Kosterm.
- Cryptocarya praetervisa M.G.Gangop., Chakrab. & A.S.Chauhan
- Cryptocarya procera Talbot
- Cryptocarya pulchella Teschner
- Cryptocarya pulchrinervia Kosterm.
- Cryptocarya pullenii Kosterm.
- Cryptocarya pusilla Teschner
- Cryptocarya pustulata Kosterm.
- Cryptocarya putida B.Hyland
- Cryptocarya ramosii Merr.
- Cryptocarya rarinervia S.Moore
- Cryptocarya renicarpa Kosterm.
- Cryptocarya resinosa Kosterm.
- Cryptocarya reticulata Blume
- Cryptocarya retusa (Willd. ex Nees) van der Werff
- Cryptocarya revoluta van der Werff
- Cryptocarya rhizophoretum Kosterm.
- Cryptocarya rhodosperma B.Hyland
- Cryptocarya riedeliana P.L.R.Moraes
- Cryptocarya rifaii Kosterm.
- Cryptocarya rigida Meisn.
- Cryptocarya robynsiana Kosterm.
- Cryptocarya roemeri Lauterb.
- Cryptocarya rolletii H.Wang & H.Zhu
- Cryptocarya rotundifolia Kosterm.
- Cryptocarya rubiginosa Griff.
- Cryptocarya rubra Blume
- Cryptocarya rugulosa Hook.f.
- Cryptocarya ruruvaiensis Kosterm.
- Cryptocarya saccharata B.Hyland
- Cryptocarya saligna Mez
- Cryptocarya samarensis Merr.
- Cryptocarya samoensis Christoph.
- Cryptocarya schlechteri Teschner
- Cryptocarya schmidii Kosterm.
- Cryptocarya schoddei Kosterm.
- Cryptocarya sclerophylla B.Hyland
- Cryptocarya scortechinii Gamble
- Cryptocarya sellowiana P.L.R.Moraes
- Cryptocarya septentrionalis van der Werff
- Cryptocarya sericeotriplinervia Kosterm.
- Cryptocarya shoreifolia Kosterm.
- Cryptocarya simonsii Kosterm.
- Cryptocarya sleumeri Kosterm.
- Cryptocarya smaragdina B.Hyland
- Cryptocarya spathulata Kosterm.
- Cryptocarya splendens Kosterm.
- Cryptocarya stocksii Meisn.
- Cryptocarya strictifolia Kosterm.
- Cryptocarya subbullata Kosterm.
- Cryptocarya subfalcata C.K.Allen
- Cryptocarya sublanuginosa Kosterm.
- Cryptocarya subtrinervis Kaneh. & Hatus.
- Cryptocarya subtriplinervia (Kosterm.) van der Werff
- Cryptocarya subvelutina Elmer
- Cryptocarya sulavesiana Kosterm.
- Cryptocarya sulcata C.K.Allen
- Cryptocarya sumatrana Kosterm.
- Cryptocarya sumbawaensis Kosterm.
- Cryptocarya tannaensis Guillaumin
- Cryptocarya tawaensis Merr.
- Cryptocarya tebaensis Teschner
- Cryptocarya tesselata Kosterm.
- Cryptocarya tetragona C.K.Allen
- Cryptocarya teysmanniana Miq.
- Cryptocarya thouvenotii (Danguy) Kosterm.
- Cryptocarya todayensis Elmer
- Cryptocarya transvaalensis Burtt Davy
- Cryptocarya transversa Kosterm.
- Cryptocarya triplinervis R.Br.
- Cryptocarya tsangii Nakai
- Cryptocarya tuanku-bujangii Kosterm.
- Cryptocarya turbinata Gillespie
- Cryptocarya turrilliana A.C.Sm.
- Cryptocarya umbonata C.K.Allen
- Cryptocarya vacciniifolia Stapf
- Cryptocarya vellozoana P.L.R.Moraes
- Cryptocarya velutina Kosterm.
- Cryptocarya velutinosa Kosterm.
- Cryptocarya verrucosa Teschner
- Cryptocarya vidalii (Elmer) Merr.
- Cryptocarya villarii S.Vidal
- Cryptocarya viridiflora Kosterm.
- Cryptocarya vulgaris B.Hyland
- Cryptocarya weinlandii K.Schum.
- Cryptocarya whiffiniana Le Cussan & B.Hyland
- Cryptocarya whiteana C.K.Allen
- Cryptocarya wiedensis P.L.R.Moraes
- Cryptocarya wightiana Thwaites
- Cryptocarya wilderiana Christoph.
- Cryptocarya williwilliana B.Hyland & Floyd
- Cryptocarya wilsonii Guillaumin
- Cryptocarya womersleyi Kosterm.
- Cryptocarya woodii Engl.
- Cryptocarya wrayi Gamble
- Cryptocarya wyliei Stapf
- Cryptocarya xylophylla Kosterm.
- Cryptocarya yaanica N.Chao
- Cryptocarya yasuniensis P.L.R.Moraes & van der Werff
- Cryptocarya yunnanensis H.W.Li
- Cryptocarya zamboangensis Merr.
- Cryptocarya zollingeriana Miq.

Selon Tropicos (22 avril 2019) (Attention liste brute contenant possiblement des synonymes) :
- Cryptocarya acuminata Merr.
- Cryptocarya acutiflora Blume ex Nees
- Cryptocarya acutifolia H.W. Li
- Cryptocarya adpressa Munzinger & McPherson
- Cryptocarya affinis Merr.
- Cryptocarya agathophylla van der Werff
- Cryptocarya ainikinii Kosterm.
- Cryptocarya alba (Molina) Looser
- Cryptocarya albida Kosterm.
- Cryptocarya albifrons Kosterm.
- Cryptocarya albiramea Kosterm.
- Cryptocarya alleniana C.T. White
- Cryptocarya alseodaphnifolia Kosterm.
- Cryptocarya alticola Kosterm.
- Cryptocarya ambrensis van der Werff
- Cryptocarya ampla Merr.
- Cryptocarya amygdalina Nees
- Cryptocarya anamalayana Gamble
- Cryptocarya andamanica Hook. f.
- Cryptocarya andersonii King ex Hook. f.
- Cryptocarya angicia Kaneh. & Hatus.
- Cryptocarya angulata C.T. White
- Cryptocarya angustifolia E. Mey
- Cryptocarya annamensis C.K. Allen
- Cryptocarya apamaefolia Gamble
- Cryptocarya archboldiana C.K. Allen
- Cryptocarya areolata Gamble
- Cryptocarya arfakensis Kaneh. & Hatus.
- Cryptocarya argentea Gamble
- Cryptocarya argyrophylla C.K. Allen
- Cryptocarya aristata Kosterm.
- Cryptocarya aromatica (Becc.) Kosterm.
- Cryptocarya aschersoniana Mez
- Cryptocarya atra Kosterm.
- Cryptocarya aurea (Kosterm.) Kosterm.
- Cryptocarya aureobrunnea C.K. Allen
- Cryptocarya aureosericea Kosterm.
- Cryptocarya australis Benth.
- Cryptocarya austrokweichouensis X.H. Song
- Cryptocarya balakrishnanii M.Gangop. & Chakrab.
- Cryptocarya bamagana B. Hyland
- Cryptocarya bancroftii F.M. Bailey
- Cryptocarya barbellata A.C. Sm.
- Cryptocarya barrabeae Munzinger & McPherson
- Cryptocarya beddomei Gamble
- Cryptocarya beilschmiediaefolia Kosterm.
- Cryptocarya bellendenkerana B. Hyland
- Cryptocarya bernhardiensis C.K. Allen
- Cryptocarya berteroana Gay
- Cryptocarya bhutanica Long
- Cryptocarya bicolor Merr.
- Cryptocarya bidwillii Meisn.
- Cryptocarya biswasii M. Gangop.
- Cryptocarya bitriplinervia Kosterm.
- Cryptocarya boemiensis Kaneh. & Hatus.
- Cryptocarya borneensis Kosterm.
- Cryptocarya botelhensis P.L.R. Moraes
- Cryptocarya bourdillonii Gamble
- Cryptocarya bowiei Druce
- Cryptocarya brachybotrys Merr.
- Cryptocarya brachythyrsa H.W. Li
- Cryptocarya bracteolata Gamble
- Cryptocarya brassii C.K. Allen
- Cryptocarya brevipes C.K. Allen
- Cryptocarya bubongana Gamble
- Cryptocarya bullata Kosterm.
- Cryptocarya burckeana Warb.
- Cryptocarya burkillii M. Gangop.
- Cryptocarya caesia Blume
- Cryptocarya cagayanensis Merr.
- Cryptocarya calandoi Kosterm.
- Cryptocarya calcicola H.W. Li
- Cryptocarya calderi M. Gangop.
- Cryptocarya calelanensis Elmer
- Cryptocarya caloneura Kosterm.
- Cryptocarya camphorata Domin
- Cryptocarya camptodroma C.K. Allen
- Cryptocarya canaliculata van der Werff
- Cryptocarya canelilla Kunth
- Cryptocarya capuronii Kosterm.
- Cryptocarya carrii Kosterm.
- Cryptocarya caryoptera Kosterm.
- Cryptocarya caudata Teschner
- Cryptocarya cavei M.Gangop. & Chakrab.
- Cryptocarya celebica Kosterm.
- Cryptocarya ceramica Kosterm.
- Cryptocarya cercophylla W.E. Cooper
- Cryptocarya chanthaburiensis Kosterm.
- Cryptocarya chartacea Kosterm.
- Cryptocarya chinensis (Hance) Hemsl.
- Cryptocarya chingii W.C. Cheng
- Cryptocarya chrysea Munzinger & McPherson
- Cryptocarya cinnamomifolia Benth.
- Cryptocarya citriformis (Vell.) P.L.R. Moraes
- Cryptocarya clarksoniana B. Hyland
- Cryptocarya claudiana B. Hyland
- Cryptocarya cocosoides B. Hyland
- Cryptocarya concinna Hance
- Cryptocarya constricta C.K. Allen
- Cryptocarya cordata C.K. Allen
- Cryptocarya cordifolia Kosterm.
- Cryptocarya coriacea (Kosterm.) van der Werff
- Cryptocarya corrugata C.T. White & Francis
- Cryptocarya costata Blume
- Cryptocarya crassifolia Baker
- Cryptocarya crassinervia Miq.
- Cryptocarya crassinerviopsis Kosterm.
- Cryptocarya cuneata Blume
- Cryptocarya cunninghamii Meisn.
- Cryptocarya cuprea Kosterm.
- Cryptocarya darusensis Kosterm.
- Cryptocarya dealbata Baker
- Cryptocarya degeneri C.K. Allen
- Cryptocarya dekae M. Gangop.
- Cryptocarya densiflora Blume
- Cryptocarya depauperata H.W. Li
- Cryptocarya depressa Warb.
- Cryptocarya dipterocarpifolia Kosterm.
- Cryptocarya discolor Zipp. ex Blume
- Cryptocarya diversifolia Blume
- Cryptocarya dolichocarpa Kosterm.
- Cryptocarya dorrigoensis Frodin ex B. Hyland & A.G. Floyd
- Cryptocarya dubia Kunth
- Cryptocarya durifolia Kosterm.
- Cryptocarya edanoii Merr.
- Cryptocarya elegans A.D. Smith
- Cryptocarya elliotii Kosterm.
- Cryptocarya elliptica Schltr.
- Cryptocarya elliptifolia Merr.
- Cryptocarya elliptilimba Merr.
- Cryptocarya elmeri Merr.
- Cryptocarya elongata Kosterm.
- Cryptocarya emarginata Meisn.
- Cryptocarya endiandrifolia Kosterm.
- Cryptocarya enervis Hook. f.
- Cryptocarya engleriana Teschner
- Cryptocarya erectinervia Kosterm.
- Cryptocarya erythroxylon Maiden & Betche ex Maiden
- Cryptocarya euphlebia Merr.
- Cryptocarya everettii Merr.
- Cryptocarya exfoliata C.K. Allen
- Cryptocarya fagifolia Gamble
- Cryptocarya ferrarsi King ex Hook. f.
- Cryptocarya ferrea Blume
- Cryptocarya ferruginea A. Cunn. ex Meissner
- Cryptocarya filicifolia (Kosterm.) Kosterm.
- Cryptocarya flavescens (Kosterm.) van der Werff
- Cryptocarya flavisperma Kosterm.
- Cryptocarya fleuryi A. Chev. ex H. Liu
- Cryptocarya floribunda Nees
- Cryptocarya floydii Kosterm.
- Cryptocarya fluminensis Kosterm.
- Cryptocarya foetida R.T. Baker
- Cryptocarya forbesii Gamble
- Cryptocarya foveolata C.T.White & Francis
- Cryptocarya foxworthyi Elmer
- Cryptocarya fuliginosa Elmer
- Cryptocarya fulva Kosterm.
- Cryptocarya fusca Gillespie
- Cryptocarya fuscopilosa Teschner
- Cryptocarya gigantocarpa Kosterm.
- Cryptocarya gigaphylla Kosterm.
- Cryptocarya glabella Domin
- Cryptocarya glabriflora van der Werff
- Cryptocarya glauca Merr.
- Cryptocarya glaucescens Hassk.
- Cryptocarya glauciphylla Elmer
- Cryptocarya glaucocarpa B. Hyland
- Cryptocarya glaucosepala Scott Elliot
- Cryptocarya globosa C.K. Allen
- Cryptocarya gonioclada Kaneh. & Hatus.
- Cryptocarya gracilis Schltr.
- Cryptocarya graebneriana Teschner
- Cryptocarya grandifolia Engl. ex Stapf
- Cryptocarya grandis B. Hyland
- Cryptocarya granulata Vattimo-Gil
- Cryptocarya graveolens F.M. Bailey
- Cryptocarya gregsoni Maiden
- Cryptocarya griffithiana Wight
- Cryptocarya guianensis Meisn.
- Cryptocarya guillauminii Kosterm.
- Cryptocarya hainanensis Merr.
- Cryptocarya hartleyi Kosterm.
- Cryptocarya helicina Kosterm.
- Cryptocarya hintonii C.K. Allen
- Cryptocarya hirsuta Schott
- Cryptocarya hornei Gillespie
- Cryptocarya howii C.K. Allen
- Cryptocarya humbertiana Kosterm.
- Cryptocarya hypoglauca Meisn.
- Cryptocarya hypoleuca Mez
- Cryptocarya hypospodia F. Muell.
- Cryptocarya idenburgensis C.K. Allen
- Cryptocarya ilocana S. Vidal
- Cryptocarya impressa Miq.
- Cryptocarya impressinervia H.W. Li
- Cryptocarya impressivena Kaneh. & Hatus.
- Cryptocarya infectoria (Blume) Miq.
- Cryptocarya insignis F.M. Bailey
- Cryptocarya insularis Vasudeva Rao & Chakrab.
- Cryptocarya intermedia Elmer
- Cryptocarya invasiorum Kosterm.
- Cryptocarya iridescens Kosterm.
- Cryptocarya jacarepaguensis Vattimo-Gil
- Cryptocarya kajewskii C.K. Allen
- Cryptocarya kamahar Teschner
- Cryptocarya konishii Hayata
- Cryptocarya kostermansiana C.K. Allen
- Cryptocarya krameri van der Werff
- Cryptocarya kurzii Hook. f.
- Cryptocarya kwangtungensis H.T. Chang
- Cryptocarya lacrimans Kosterm.
- Cryptocarya laevigata Blume
- Cryptocarya laevis Mart.
- Cryptocarya lanceolata Merr.
- Cryptocarya lancifolia A.C. Sm.
- Cryptocarya lancilimba Kosterm.
- Cryptocarya lanuginosa (Teschner) Kosterm.
- Cryptocarya laotica (Gagnep.) Kosterm.
- Cryptocarya latifolia Sond.
- Cryptocarya laui Merr. & F.P. Metcalf
- Cryptocarya lauriflora (Blanco) Merr.
- Cryptocarya lawsonii Gamble
- Cryptocarya laxiflora R. Phil.
- Cryptocarya leavigata Blume
- Cryptocarya lecomtei Kosterm.
- Cryptocarya ledermannii Teschner
- Cryptocarya leiana C.K. Allen
- Cryptocarya lenticellata Lecomte
- Cryptocarya leptospermoides Kosterm.
- Cryptocarya leucophylla B. Hyland
- Cryptocarya liebertiana Engl.
- Cryptocarya lifuensis Guillaumin
- Cryptocarya litoralis van der Werff
- Cryptocarya lividula B. Hyland
- Cryptocarya loheri Merr.
- Cryptocarya longepaniculata Gamble
- Cryptocarya longepetiolata Kosterm.
- Cryptocarya longifolia Kosterm.
- Cryptocarya longistyla Mez
- Cryptocarya loureiri Nees, in Lecomte
- Cryptocarya louvelii Danguy
- Cryptocarya lucida Blume
- Cryptocarya lucidula Miq.
- Cryptocarya luzoniensis Vidal
- Cryptocarya lyoniifolia S. Lee & C.T. Wei
- Cryptocarya macdonaldii B. Hyland
- Cryptocarya mackeei Kosterm.
- Cryptocarya mackinnoniana F. Muell.
- Cryptocarya maclurei Merr.
- Cryptocarya macrocarpa Guillaumin
- Cryptocarya macrodesme Schltr.
- Cryptocarya macrophylla Gamble
- Cryptocarya maculata H.W. Li
- Cryptocarya magnifolia Teschner
- Cryptocarya mammosa (Molina) Kosterm.
- Cryptocarya mandioccana Meisn.
- Cryptocarya mannii Hillebr.
- Cryptocarya maroniensis Benoist
- Cryptocarya massoy (Oken) Kosterm.
- Cryptocarya medicinalis C.T. White
- Cryptocarya megaphylla Kosterm.
- Cryptocarya meisneriana Frodin
- Cryptocarya meissneri F. Muell.
- Cryptocarya meissneriana Frodin
- Cryptocarya melanocarpa B. Hyland
- Cryptocarya membranacea Thwaites
- Cryptocarya mentek Blume ex Nees
- Cryptocarya merrilliana C.K. Allen
- Cryptocarya merrillii C.T.White
- Cryptocarya metcalfiana C.K. Allen
- Cryptocarya micrantha Meisn.
- Cryptocarya microcarpa F.N. Wei
- Cryptocarya microcos Kosterm.
- Cryptocarya microneura Meisn.
- Cryptocarya microphylla Kosterm.
- Cryptocarya mindanaensis Elmer
- Cryptocarya minima Mez
- Cryptocarya minutiflora Mez
- Cryptocarya minutifolia C.K. Allen
- Cryptocarya montana (Kosterm.) van der Werff
- Cryptocarya moretoniana Meisn.
- Cryptocarya moschata Nees & Mart.
- Cryptocarya mucronata (Poir.) Spreng.
- Cryptocarya muelleri Meisn.
- Cryptocarya multicostata Domin
- Cryptocarya multiflora van der Werff
- Cryptocarya multinervis Teschner
- Cryptocarya multipaniculata Teschner
- Cryptocarya murrayi F. Muell.
- Cryptocarya myrcioides S. Moore
- Cryptocarya myristicoides Baker
- Cryptocarya myrtifolia Stapf
- Cryptocarya nana Kosterm.
- Cryptocarya natalensis (J.H. Ross) Kosterm.
- Cryptocarya nativitatis Rendle & Baker f.
- Cryptocarya neilgherrensis Meisn.
- Cryptocarya nigra Kosterm.
- Cryptocarya nigropunctata Vattimo-Gil
- Cryptocarya nitens Koord. & Valeton
- Cryptocarya nitida Phil.
- Cryptocarya nothofagetorum Kosterm.
- Cryptocarya novo-anglica Hyland & Floyd
- Cryptocarya novo-guineensis Teschner
- Cryptocarya oahuensis (O. Deg.) Fosberg
- Cryptocarya obcordicarpa Lecard ex Guillaumin
- Cryptocarya oblata F.M. Bailey
- Cryptocarya obliqua Blume
- Cryptocarya oblonga (Kosterm.) van der Werff
- Cryptocarya oblongata Merr.
- Cryptocarya oblongifolia Blume
- Cryptocarya obovata R. Br.
- Cryptocarya obscura Blume
- Cryptocarya obtusifolia F. Muell. ex Meissner
- Cryptocarya occidentalis van der Werff
- Cryptocarya ochracea Lecomte
- Cryptocarya ocoteifolia Kosterm.
- Cryptocarya odorata Guillaumin
- Cryptocarya oligocarpa Merr.
- Cryptocarya oligoneura Kosterm.
- Cryptocarya oligophlebia Merr.
- Cryptocarya onoprienkoana B. Hyland
- Cryptocarya oreophila Guillaumin
- Cryptocarya oubatchensis Schltr.
- Cryptocarya ovalifolia (Danguy) van der Werff
- Cryptocarya ovata Teschner
- Cryptocarya ovato-caudata Kosterm.
- Cryptocarya pachycarpa Gleason
- Cryptocarya pachyphylla Kosterm.
- Cryptocarya pacifica Elmer
- Cryptocarya palawanensis Merr.
- Cryptocarya palembanica Miq.
- Cryptocarya pallens Kosterm.
- Cryptocarya pallida Merr.
- Cryptocarya pallidifolia Kosterm.
- Cryptocarya palmerensis C.K. Allen
- Cryptocarya palmerstoni F.M. Bailey
- Cryptocarya panamensis P.L.R. Moraes & van der Werff
- Cryptocarya parallelinervia Kosterm.
- Cryptocarya parinarifolia Kosterm.
- Cryptocarya parinarioides A.C. Sm.
- Cryptocarya parvifolia Merr.
- Cryptocarya pauciflora Baker
- Cryptocarya paucinervia Gamble
- Cryptocarya pendulifolia Dehnh.
- Cryptocarya perareolata (Kosterm.) van der Werff
- Cryptocarya percoriacea Kosterm.
- Cryptocarya percrassa Kosterm.
- Cryptocarya pergamentacea C.K. Allen
- Cryptocarya pergracilis Kosterm.
- Cryptocarya perlucida C.K. Allen
- Cryptocarya perrieri Danguy
- Cryptocarya pervillei Baill.
- Cryptocarya petiolata van der Werff
- Cryptocarya peumo (Dombey ex Lam.) Kosterm.
- Cryptocarya peumus Nees
- Cryptocarya phyllostemon Kosterm.
- Cryptocarya pleurosperma C.T.White & Francis
- Cryptocarya pluricostata Kosterm.
- Cryptocarya polyneura (Kosterm.) van der Werff
- Cryptocarya praetervisa M. Gangop., Chakrab. & A.S. Chauhan
- Cryptocarya procera Talbot
- Cryptocarya pulchella Teschner
- Cryptocarya pulchrinervia Kosterm.
- Cryptocarya pullenii Kosterm.
- Cryptocarya pusilla Teschner
- Cryptocarya pustulata Kosterm.
- Cryptocarya putida B. Hyland
- Cryptocarya pyriformis Nees
- Cryptocarya ramosii Merr.
- Cryptocarya rarinervia S. Moore
- Cryptocarya renicarpa Kosterm.
- Cryptocarya resinosa Kosterm.
- Cryptocarya reticulata Blume
- Cryptocarya retrospiralis Voigt.
- Cryptocarya retusa (Willd. ex Nees) van der Werff
- Cryptocarya revoluta van der Werff
- Cryptocarya rhizophoretum Kosterm.
- Cryptocarya rhodosperma B. Hyland
- Cryptocarya riedeliana P.L.R. Moraes
- Cryptocarya riedelii Meisn.
- Cryptocarya rifaii Kosterm.
- Cryptocarya rigida Meisn.
- Cryptocarya rigidifolia van der Werff
- Cryptocarya robusta A.C. Sm.
- Cryptocarya robynsiana Kosterm.
- Cryptocarya roemeri Lauterb.
- Cryptocarya rolletii H. Wang & H. Zhu
- Cryptocarya rotundifolia Kosterm.
- Cryptocarya rubiginosa Griff.
- Cryptocarya rubra Blume
- Cryptocarya rugulosa Hook. f.
- Cryptocarya ruruvaiensis Kosterm.
- Cryptocarya saccharata B. Hyland
- Cryptocarya saligna Mez
- Cryptocarya samarensis Merr.
- Cryptocarya samoensis Christoph.
- Cryptocarya scalariformis C.K. Allen
- Cryptocarya schlechteri Teschner
- Cryptocarya schmidii Kosterm.
- Cryptocarya schoddei Kosterm.
- Cryptocarya schwackeana Mez
- Cryptocarya scintillans Kosterm.
- Cryptocarya sclerophylla B. Hyland
- Cryptocarya scortechinii Gamble
- Cryptocarya sellowiana P.L.R. Moraes
- Cryptocarya septentrionalis van der Werff
- Cryptocarya sericeo-triplinervia Kosterm.
- Cryptocarya shoreifolia Kosterm.
- Cryptocarya simonsii M. Gangop.
- Cryptocarya sleumeri Kosterm.
- Cryptocarya smaragdina B. Hyland
- Cryptocarya spathulata Kosterm.
- Cryptocarya splendens Kosterm.
- Cryptocarya stenantha Phil.
- Cryptocarya stocksii Meisn.
- Cryptocarya strictifolia Kosterm.
- Cryptocarya subbullata Kosterm.
- Cryptocarya subcorymbosa Mez
- Cryptocarya subfalcata C.K. Allen
- Cryptocarya sublanuginosa Kosterm.
- Cryptocarya subtrinervis Kaneh. & Hatus.
- Cryptocarya subtriplinervia (Kosterm.) van der Werff
- Cryptocarya subvelutina Elmer
- Cryptocarya sulavesiana Kosterm.
- Cryptocarya sulcata C.K. Allen
- Cryptocarya sumatrana Kosterm.
- Cryptocarya sumbawaensis Kosterm.
- Cryptocarya sutherlandii Stapf
- Cryptocarya tannaensis Guillaumin
- Cryptocarya tawaensis Merr.
- Cryptocarya tebaensis Teschner
- Cryptocarya tenuifolia Ridl.
- Cryptocarya tesselata Kosterm.
- Cryptocarya tetragona C.K. Allen
- Cryptocarya teysmanniana Miq.
- Cryptocarya thouvenotii (Danguy) Kosterm.
- Cryptocarya todayensis Elmer
- Cryptocarya tomentosa Blume
- Cryptocarya transvaalensis Burtt Davy
- Cryptocarya transversa Kosterm.
- Cryptocarya trianthera Kosterm.
- Cryptocarya trinervia Elmer
- Cryptocarya triplinervis R. Br.
- Cryptocarya tsangii Nakai
- Cryptocarya tuanku-bujangii Kosterm.
- Cryptocarya turbinata Gillespie
- Cryptocarya turrilliana A.C. Sm.
- Cryptocarya umbonata C.K. Allen
- Cryptocarya vacciniifolia Stapf
- Cryptocarya vaccinioides Kosterm.
- Cryptocarya vanderwerffii Kottaim.
- Cryptocarya velloziana P.L.R. Moraes
- Cryptocarya velutina Kosterm.
- Cryptocarya velutinosa Kosterm.
- Cryptocarya verrucosa Teschner
- Cryptocarya vidalii (Elmer) Merr.
- Cryptocarya villarii Vidal
- Cryptocarya viridiflora Kosterm.
- Cryptocarya vulgaris B. Hyland
- Cryptocarya weinlandii K. Schum.
- Cryptocarya whiffiniana Le Cussan & B. Hyland
- Cryptocarya whiteana C.K. Allen
- Cryptocarya wiedensis P.L.R. Moraes
- Cryptocarya wightiana Thwaites
- Cryptocarya wilderiana Christoph.
- Cryptocarya williwilliana B. Hyland & A.G. Floyd
- Cryptocarya wilsonii Guillaumin
- Cryptocarya womersleyi Kosterm.
- Cryptocarya woodii Engl.
- Cryptocarya wrayi Gamble
- Cryptocarya wyliei Stapf
- Cryptocarya xylophylla Kosterm.
- Cryptocarya yaanica N. Chao
- Cryptocarya yasuniensis P.L.R. Moraes & van der Werff
- Cryptocarya yunnanensis H.W. Li
- Cryptocarya zamboangensis Merr.
- Cryptocarya zapoteoides (Lundell) Miranda
- Cryptocarya zollingeria Miq.
- Cryptocarya zollingeriana Miq.

Voir aussi :
- Cryptocarya sheikelmudiyana A.K.H.Bachan & P.K.Fasila, 2020